# Ferenczy József (festő)
Ferenczy József (Marosvásárhely, 1866. december 17. – Temesvár, 1925. december 4.) festőművész.

## Életpályája
Divald Károly eperjesi fényképész műtermében volt alkalmazott, majd a fővárosba kerülve Bihari Sándor és Karlovszky Bertalan tanítványa lett. Művészeti tanulmányait a párizsi Julian Akadémián, hazatérése után Budapesten, Benczúr Gyula mesteriskolájában folytatta. 1897-től szerepelt képeivel a Műcsarnok kiállításain. 1901-ben Temesváron telepedett le.  
Jelentős szerepet játszott a város művészeti életében. 1906-ban és 1910-ben az ő kezdeményezésére rendezte meg temesvári kiállítását a Nemzeti Szalon. Számos arcképet festett, a vármegyeháza megrendelésére megfestette a temesi grófok és főispánok arcképeit, a városháza számára az egykori képviselőkét és polgármesterekét. 1911-ben ő festette a temesvári piarista templom Kalazanci Szent József életét ábrázoló négy mennyezetfreskóját. Az 1910-es években festőiskolát alapított, amely munkások és díszítőiparosok számára külön esti tanfolyamot is szervezett. 1914-ben műtermében művészettörténeti előadássorozatot indított, melynek anyagát nyomtatásban is kiadta. Portrék és vallási tárgyú képek mellett tájképeket és a matyók életét ábrázoló népi jeleneteket is festett.